# Сергій Єкельчик
Сергі́й Єке́льчик (англ. Serhy Yekelchyk; нар. 13 листопада 1966, Київ) — канадський історик українського походження. Фахівець з історії Радянського Союзу і національних відносин. Голова Асоціації україністів Канади.

## Біографія

### Освіта і професійна діяльність
У 1989 закінчив історичний факультет Київського державного університету, в 1992 — аспірантуру Інституту історії НАН України, захистивши кандидатську дисертацію «Сучасна англомовна історіографія суспільно-політичних рухів і національно-визвольної боротьби в Україні періоду капіталізму» (науковий керівник — докт. іст. наук Віталій Сарбей).
В 1995—2000 — докторант Альбертського університету (Канада). Захистив дисертацію доктора філософії (в ділянці історії) «Історія, культура та ідентичність у період розквіту сталінізму: Радянська Україна, 1938—1953» («History, Culture, and Identity under High Stalinism: Soviet Ukraine, 1938—1953») (2000, науковий керівник — професор Іван-Павло Химка).
Голова департаменту славістики і германістики в Університеті Вікторії (Канада). В 2000—2001 викладав у Мічиганському університеті (США]).
Автор першої англомовної книжки з історії України, до якої увійшла Помаранчева революція. Книжка здобула премію Choice magazine Outstanding Academic Title winner 2007 року, її вже перекладено японською, польською, литовською мовами. Російською під назвою «История Украины. Становление современной нации» книга вийшла 2010 року в перекладі Миколи Климчука. Українською вийшла 2011 року у київському видавництві Laurus.

## Твори

### Книжки (вибрані[ким?])
- Serhiy Yekelchyk. Stalin's Empire of Memory: Russian-Ukrainian Relations in the Soviet Historical Imagination. — Toronto: University of Toronto Press, March 2004. — ISBN 1-86064-504-6.
  - Сергій Єкельчик. Імперія пам'яті: російсько-українські стосунки в радянській історичній уяві / пер. з англ. Микола Климчук і Христина Чушак. — К., 2008. — ISBN 966-8978-08-0.
- Serhiy Yekelchyk. Ukraine: Birth of a Modern Nation. — New York: Oxford University Press, 2007. — ISBN 978-0-19-530546-3.
  - Сергій Єкельчик. [Історія України: народження модерної нації / Пер. з англ. — К: Laurus, 2011.[1]
- Сергій Єкельчик. Українофіли: світ українських патріотів другої половини ХІХ століття. — Київ, 2010. — 272 с. — (збірка статей).
- Serhiy Yekelchyk. Stalin's Citizens: Everyday Politics in the Wake of Total War. Oxford, New York: Oxford University Press, 2014.
- Serhiy Yekelchyk. The conflict in Ukraine. What everyone needs to know. Oxford University Press, 2015. ISBN 978-0-19-023727-1
- Сергій Єкельчик. Повсякденний сталінізм: Київ та кияни після Великої війни.  — К: Laurus, 2018. — 306 с.
- Сергій Єкельчик. Український досвід Другої світової війни. — К.: Медуза, 2019. — 272 с.

### Статті (вибрані[ким?])
- Сергій Єкельчик. Трагічна сторінка Української революції: Симон Петлюра та єврейські погроми в Україні (1917—1920) // Симон Петлюра та українська національна революція: Збірник праць другого конкурсу петлюрознавців України. Упоряд. та передм. В.Михальчука. Київ: Рада, 1995. 368 стор. ISBN ?
- Поєднуючи минуле і майбутнє: українське історіописання після здобуття незалежності [Архівовано 21 жовтня 2016 у Wayback Machine.] // Historians.in.ua — 27.08.2013
- Перший кандидат і його вірні діти: Як висували в депутати в повоєнному Києві [Архівовано 21 жовтня 2016 у Wayback Machine.] // Historians.in.ua — 20.10.2014
- Чому Донбас? Чому Крим? [Архівовано 21 жовтня 2016 у Wayback Machine.] // Historians.in.ua — 05.03.2016 (уривки з книжки «The conflict in Ukraine»)

### Інтерв'ю
- Сергій Єкельчик: «Було б дуже корисним прищепити в Україні якісну мікроісторію» [Архівовано 21 жовтня 2016 у Wayback Machine.] // Historians.in.ua — 18.07.2014.
- Сергій Єкельчик: «Якщо „колоніальний“, значить ми не були відповідальні за минуле» [Архівовано 21 жовтня 2016 у Wayback Machine.] // Korydor. — 19.10.2016.
- Сергій Єкельчик: «Якщо ти проти імперії — ти з українцями». Історик — про те, як ми пам'ятаємо// The Ukrainians — 12.12.2022.

### Рецензії
- Кралюк П. За що ми любимо Богдана? Рец. на кн.: Сергій Єкельчик. Імперія пам'яті: російсько-українські стосунки в радянській історичній уяві. Київ, 2008.
- Кисла Ю. [http://www.umoderna.com/archiv/um13/UM-13_pp309-315.pdf%5Bнедоступне+посилання+з+травня+2019%5D Рец. на кн.: Serhy Yekelchyk. Stalin's Empire of Memory. Russian-Ukrainian Relations in the Soviet Historical Imagination. Toronto, 2004 // Україна модерна. — 2008. — № 13. — С. 309—315.][недоступне посилання з лютого 2019]
- Кирчанов М. Рец. на кн.: Serhy Yekelchyk. Stalin's Empire of Memory: Russian-Ukrainian Relations in the Soviet Historical Imagination. Toronto, 2004 // Ab Imperio. — 2006. — № 1. — C. 424—429.